# Hải lưu đảo Baffin

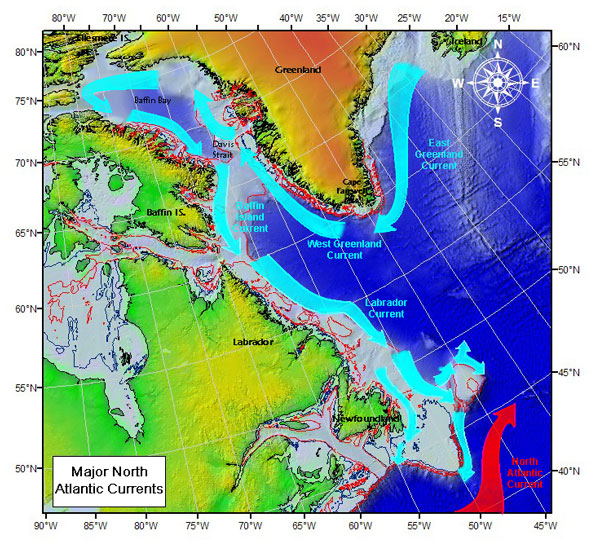
Hải lưu đảo Baffin

Hải lưu đảo Baffin (hay hải lưu Baffin) là một hải lưu chảy về phía nam từ phía tây của vịnh Baffin trong Bắc Băng Dương, dọc theo phía đông đảo Baffin. Các nguồn cấp nước của nó là hải lưu Tây Greenland và nước lạnh chảy ra từ Bắc Băng Dương. Tốc độ trung bình của nó khoảng 17 km/ngày.